# Belgae
Els belgues o belgae (plural del llatí Belga) eren els membres d'un poble antic, assentat a l'Europa occidental poc abans de l'era cristiana, concretament a la Gàl·lia septentrional. A ells es deu el nom de la província romana Gallia Belgica i el de la Bèlgica moderna; avui se'ls coneix com els «antics belgues». Segons Estrabó, els seus dominis se situaven entre els rius Rin i Loira, i segons Juli Cèsar estaven separats dels celtes o gals pel riu Marne.

## Etimologia
El consens entre els lingüistes és que el mot Belgae prové del protocelta * belg- o * bolg- «inflar-se, estar enfurismat» (cf. el gal * bolga «bossa de cuir» i l'irlandès antic bolg «manxa, ventre») que és a l'origen de l'anglès budget, "pressupost". Cal entendre l'etnònim, doncs, com a «els furiosos, els bel·licosos, els bel·ligerants», o com a «els orgullosos, els fatxendes, aquells que s'inflen com un bot», «aquells que s'inflen amb ira/fúria de batalla». El celta * bhelgh deriva de l'arrel indoeuropea * bhel- «inflar, bombar» (anglès bulge, "bony", relacionat amb "bombolla"). Els Fir Bolg (o Fîr Bholg), a la mitologia irlandesa, són un poble de guerrers i artesans, els tercers invasors d'Irlanda, el nom dels quals significa «homes-bossa» o, més versemblantment, «homes-llamp». Estan dotats especialment per a les arts del foc i la forja.
S'han aportat també explicacions alternatives. Una d'elles proposa que * bel (com s'ha dit, «objecte rodó, inflat») podria tenir el sentit figuratiu de 'cercle, aliança, exèrcit' i * gae seria 'guerrer' en gal. Així, bel-gae significaria 'guerrers de l'aliança' i aquest significat encaixaria amb la descripció donada per Juli Cèsar. Segons una altra teoria, Belgae vindria del protocelta * belo «brillant», d'on prové Beltane i el nom dels déus Belenos ('El que il·lumina') i Belisama (probablement la mateixa divinitat, a partir de * belo-ens). L'arrel * belo està emparentada amb l'anglès beli, l'anglosaxó bael, el lituà baltas ('blanc' o 'brillant', origen etimològic de bàltic) i l'eslau belo/bilo/bielo ('blanc', origen de topònims que signifiquen «ciutat blanca» com ara Belgrad i Bjelovar).

## Origen

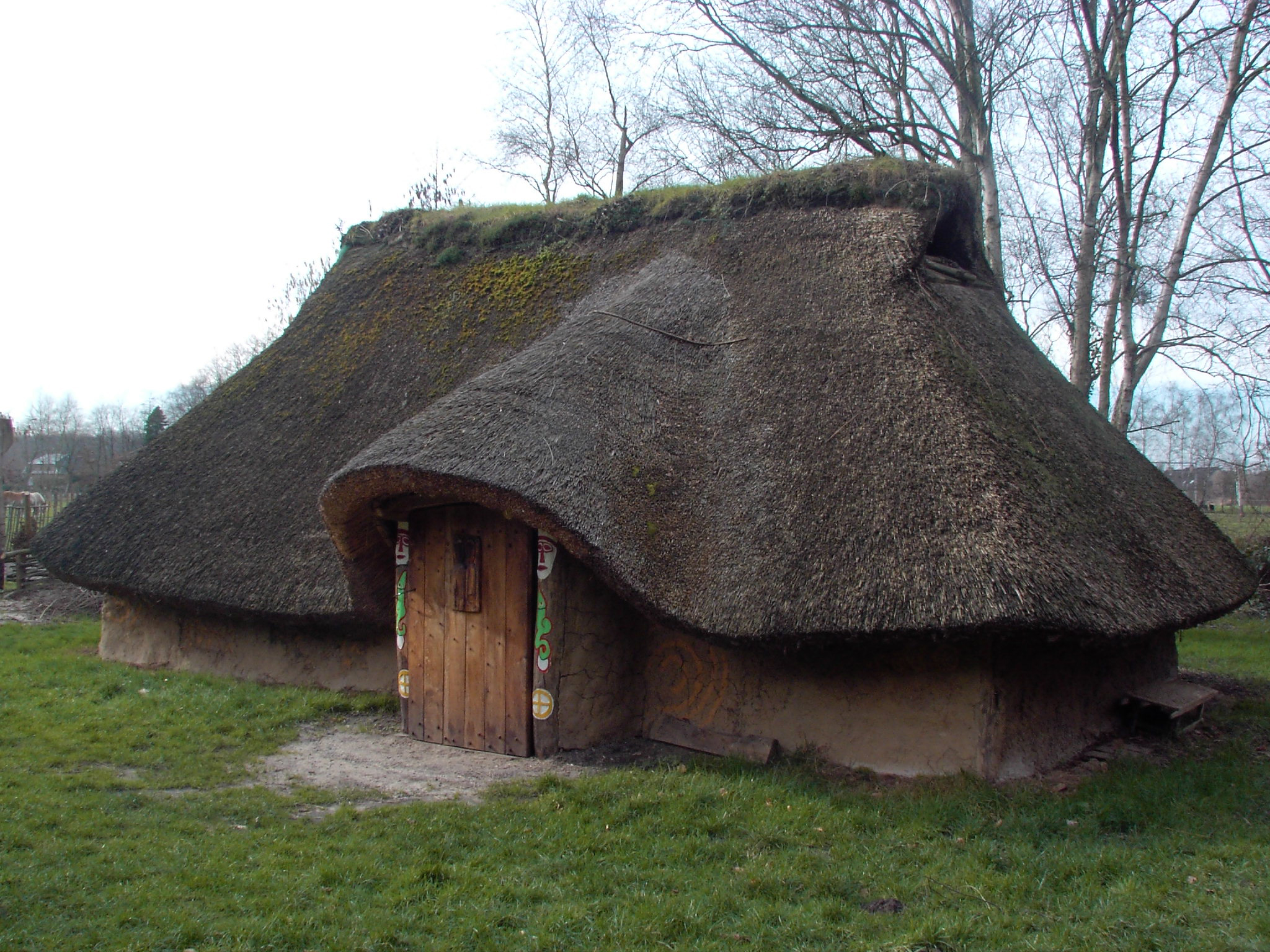
Recreació d'un habitatge menapi a Destelbergen (Bèlgica)

Els belgues van ser considerats durant molt de temps com un poble gal o bé un poble germànic dominat per una aristocràcia gal·la, entre altres coses pel fet que els noms dels seus caps eren d'origen gal i no pas germànic. S'ha aventurat que l'ús de nom celtes indicaria el rang jeràrquic -militar- dels caps i que això es podria assimilar als noms de càrrecs militars moderns com ara "general", "coronel", "capità" i altres que, tot i tenir origen francès o llatí, s'empren en llengües no romàniques com l'alemany, neerlandès i altres. Això evidencia l'afinitat cultural dels belgues amb el món cèltic. Actualment, unes anàlisis més precises dels noms de les seves tribus, caps i déus permeten suposar que algunes tribus eren realment gal·les (bel·lòvacs, atrèbats, etc.) i unes altres mostren característiques germàniques (condruses, segnes, etc.).
D'altra banda, alguns autors estableixen un tercer grup de tribus ni gal·les ni germàniques, sinó amb afinitats itàliques. Segons aquests autors, l'anàlisi de la toponímia de la zona ha permès suposar que aquests pobles ocupaven al principi la part de la regió compresa entre els rius Aisne i Weser, abans de sofrir la pressió dels celtes i germans. Allò que es coneix del seu idioma mostra nombroses afinitats amb les llengües indoeuropees del sud d'Europa, particularment amb les llengües itàliques. L'explicació seria que, abans de la seva emigració al sud, els itàlics van haver de romandre a l'Europa central, prop dels germànics i eslaus com bé reflecteix l'ampli vocabulari comú entre aquests grups. No fora impossible, doncs, que una part d'ells es dirigís al nord-oest mentre que la resta emigrava a la península itàlica. Lligat amb això, cal esmentar la hipòtesi del Nordwestblock ("bloc del nord-oest"), defensada entre altres estudiosos per Hans Kuhn i Maurits Gysseling. Segons aquests autors, abans de l'assimilació cèltica o germànica de les tribus belgues, a la zona s'hi hauria parlat una llengua indoeuropea extingida de difícil catalogació, ja que tant podria presentar trets comuns amb el lusità com el venètic, el rètic o algunes llengües il·líries. Alguns autors anomenen "antic belga" aquesta hipotètica llengua extingida.

## Notícies dels clàssics
Així descriu Juli Cèsar els pobles que habitaven la Gàl·lia a la seva obra De Bello Gallico:
| « | Gallia est omnis divisa in partes tres, quarum unam incolunt Belgae, aliam Aquitani, tertiam qui ipsorum lingua Celtae, nostra Galli appellantur. | La Gàl·lia tota és separada en tres parts, una de les quals és habitada pels belgues, una altra pels aquitans, i la tercera pels qui en llur llengua són anomenats celtes i en la nostra, gals. | » |

Prossegueix precisant en el seu cèlebre «elogi» del poble belga que els belgues són els més valents («Horum omnium fortissimi sunt Belgæ») d'aquests tres pobles perquè, en ser els més allunyats de la cultura i civilització romana, «els mercaders arriben rares vegades a ells a propòsit amb aquestes coses que efeminen els ànims». Així mateix, explica que els belgues (del nord) descendien de tribus que havien travessat el Rin molt temps enrere. Segons ell, els belgues havien adquirit una aspra reputació en haver lluitat contra els germànics. L'arqueologia moderna, no obstant això, contradiu a Cèsar: els belgues no només no estaven en absolut endarrerits, sinó que fins i tot havien arribat a introduir les primeres monedes a Gran Bretanya.
Tàcit revela que el poble nervi va rebutjar ser anomenat «gal». Aquesta actitud era probablement la mateixa en la major part de les tribus belgues del nord.

### Tribus dels Belgae
Cèsar anomena com a tribus belgues les següents:
| Belgae de "Belgium"                                                                                                  | Belgae descrits de vegades com de fora de "Belgium"                                             | Germani Cisrhenani, al nord-est, de vegades anomenats Belgae, de vegades contraposats als Belgae                       | Sud-est: No esmentats com a Belgae, però part de la Gallia Belgica romana |
| --- | ----------------------------------------------------------------------------------------------- | --- | --- |
| -Ambiani -Atrebates -Bellovaci -Suessiones -Viromandui Sud-oest: possiblement fora de "Belgium": -Caleti -Veliocassi | Nord-oest i considerats remots pels romans: -Menapii -Morini -Nervii Sud, aliats de Roma: -Remi | -Caerosi -Condrusi -Eburones -Paemani -Segni Descendents dels Cimbres, situats prop dels Germani Cisrhenani: -Atuatuci | Possiblement Belgae, més tard inclosos a la Belgica Prima: -Treveri -Leuci -Mediomatrici No belgae, més tard inclosos a la Germania Superior: -Lingones -Sequani -Raurici -Helvetii |

Més tard, Tàcit esmentà una tribu anomenada tungri que vivia on havien viscut abans els Germani cisrhenani, i especificà que havien estat anomenats abans Germani (malgrat que Cèsar havia afirmat que havien esborrat el nom de la tribu principal, els Eburones). Altres tribus que podrien ser incloses dins els Belgae en alguns contextos serien els Leuci, Treveri i Mediomatrici. Posidoni també hi inclou els armoricani.

### ElsGermani Cisrhenani

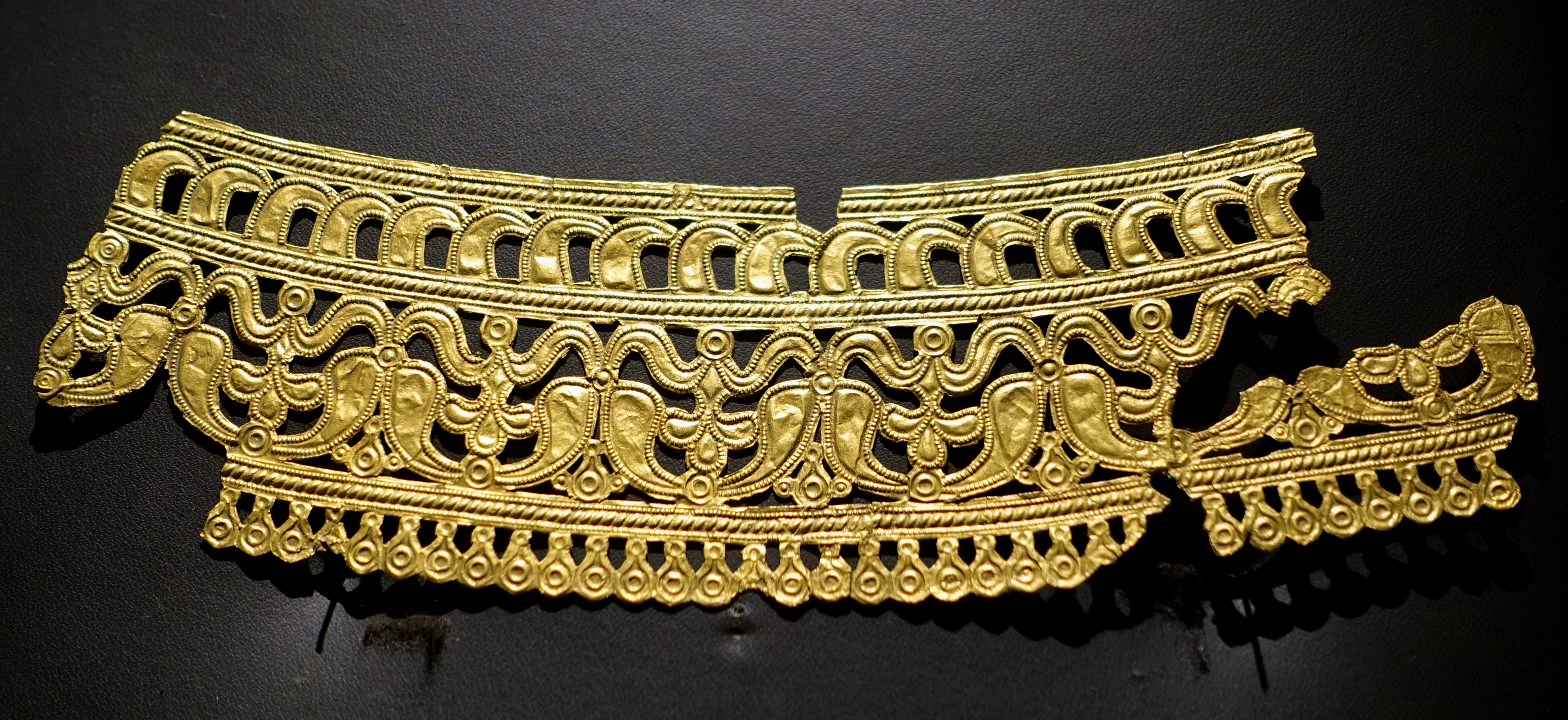
Fris d'or
d'una banya per a beure, descoberta a la tomba d'un cap a Eigenbilzen (cap al 400 aC)

Entre els Belgae hi havia un grup de tribus catalogades pels informants locals com a Germani: els ceresos, condruses, eburons, pemans i segnes. Els clàssics s'hi referien com a "Germani Cisrhenani" (és a dir, «els germànics d'aquesta banda del Rin») per tal de distingir-los dels Germani que vivien a l'est del Rin, fora de la zona gal·la i romana.
Si això volia dir que parlaven realment una llengua germànica o no, és encara incert (la regió estava fortament influenciada per la Gàl·lia, i molts dels noms tribals i de persona semblen celtes), però Tàcit afirmà que aquests Germani eren els originaris i que el terme "Germani", tal com es va generalitzar després, no mantenia el significat original del mot. També va dir que els descendents dels Germani originals al seu temps eren els tungri.
L'àrea general dels Germani belgues es trobava entre els rius Escalda i Rin i al nord de la província belga de Luxemburg i el Mosel·la, que és on hi havia els trèvers. En termes moderns, aquesta zona inclou l'actual Bèlgica oriental, la zona meridional dels Països Baixos i una part d'Alemanya a l'oest del Rin i al nord de Coblença.
Entre aquests Germani, però, no s'hi incloïen els atuàtucs, ja que aquests eren considerats com a descendents d'una altra branca -teòricament germànica però possiblement cèltica-, els cimbres, els quals s'haurien establert a la zona a l'època de la guerra címbria.

## Conquesta romana
Juli Cèsar va conquerir als belgues a partir de l'any 57 aC. En els seus escrits relata que els belgues estaven armant-se i conspirant en resposta a les seves conquestes anteriors, i amb la finalitat de respondre a aquesta amenaça va reclutar dues legions i va ordenar als seus aliats gals hedus envair el territori dels bel·lòvacs. Temerosos de la superioritat numèrica i la valentia dels belgues, al principi va evitar una batalla oberta i va recórrer principalment a escaramusses de cavalleria per temptejar els seus punts forts i febles. Una vegada convençut que les seves tropes estaven a l'altura de les dels bel·lòvacs, va acampar en un pujol, protegit per un pantà enfront i el riu Aisne darrere, prop de Bibracte (entre les actuals ciutats de Laon i Reims) al territori dels rems.

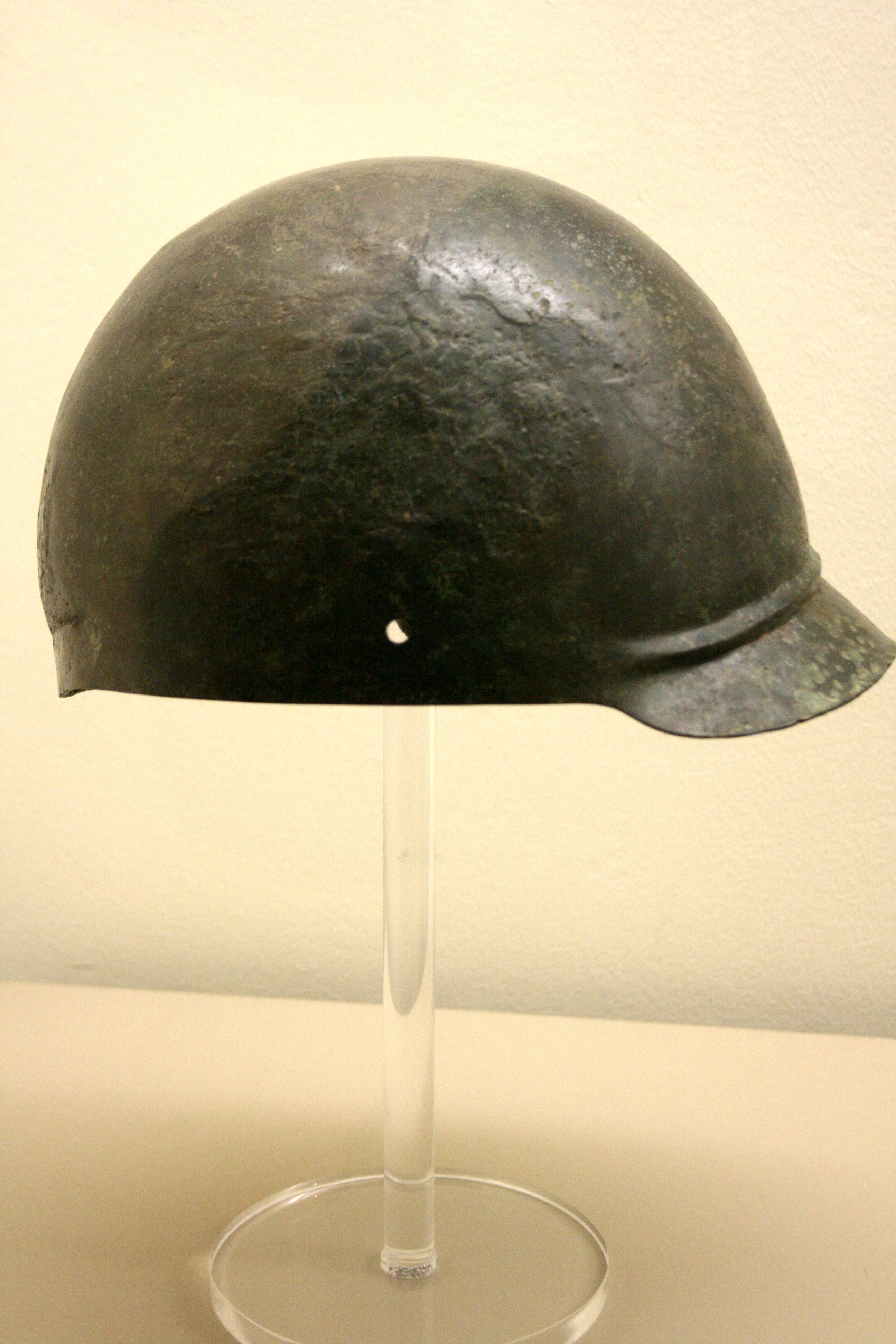
Casc gal de bronze del tipus Coolus-Manheim trobat a la regió de Tongeren, antiga Atuatuca Tungrorum

Els bel·lòvacs van atacar però van ser repel·lits després d'una dura batalla. Sabent que no podien desallotjar els romans i de l'arribada dels hedus a les terres dels bel·lòvacs, aquests van decidir disgregar les seves forces i tornar a les seves terres. Qualsevol tribu que fos atacada per Cèsar, les altres acudirien en la seva ajuda. Van aixecar el campament poc abans de mitjanit. A l'alba, satisfet que la retirada no fos un parany, Juli Cèsar va enviar tropes de cavalleria per hostilitzar la rereguarda, i després d'ella tres legions. Van morir nombrosos bel·lòvacs.
César va penetrar al territori dels suessions i va assetjar Noviodunum (Soissons). En veure les armes de setge romanes, els suessions es van rendir, i César va centrar la seva atenció en els bel·lòvacs, que havien retrocedit a la fortalesa de Bratuspanci (entre Amiens i Beauvais). Ben aviat van claudicar, com ho van fer també els Ambians.
Els nervis, juntament amb els Atrebats i Viromandus, van decidir lluitar (els Atuàtucs també havien acordat unir-s'hi però en aquest moment encara no havien arribat). Es van camuflar en l'espessor del bosc i van atacar la columna romana en el riu Sabé (lat. Sabis, encara que es pensava que era l'actual riu Sambre, actualment es pren com més probable el Segelli). El seu atac va ser tan ràpid i inesperat que alguns dels romans no van tenir temps de llevar la coberta del seu escut o si més no de posar-se el casc. L'element sorpresa va deixar els romans breument exposats. No obstant això, César va agafar un escut, va marxar a la primera línia de combat i ràpidament va organitzar les seves tropes. Les dues legions que carregaven amb l'equip en la rereguarda van arribar i van contribuir a canviar el curs del combat. César va dir que els nervis van quedar pràcticament aniquilats en la batalla, i és efusiu a l'hora de parlar de la seva valentia, arribant a anomenar-los «herois» (vegeu Batalla del Sabis).
Els atuàtucs, que arribaven en aquest moment, van tornar enrere en sentir les notícies de la derrota dels seus aliats i van retrocedir a una fortalesa, van ser assetjats i finalment claudicaren, lliurant les armes. No obstant, la rendició era un estratagema, i els atuàtucs, armats amb armes que havien amagat, van intentar escapolir-se a la nit. Els romans, que tenien una posició avantatjada, en van matar quatre mil. Els altres, uns cinquanta-tres mil, van ser capturats, i venuts com a esclaus.
L'any 53 a. C. els Eburons, dirigits per Ambiòrix, juntament amb els nervis, menapis i mòrins, es van rebel·lar de nou i van acabar amb quinze cohorts, només per ser sufocats per Cèsar. Els belgues van lluitar en la revolta de Vercingetòrix el 52 a. C.
Després de la seva subjugació final, Cèsar va combinar les tres parts de la Gàl·lia, el territori dels belgues, cèltics i aquitans formant una sola província difícil de gestionar (Gallia Comata, 'Gàl·lia cabelluda') que va ser reorganitzada per l'emperador August en les seves divisions culturals tradicionals. La província de Gàl·lia Belga s'estenia des del mar del Nord fins al llac de Constança (Lacus Brigantinus), limitava a l'est amb el Rin, contenia parts del que actualment és l'oest de Suïssa i la seva capital estava situada a la ciutat dels rems (Reims). Sota Dioclecià, Belgica Cosina (capital, Augusta Trevirorum, Trèveris) i Belgica Secunda (capital Reims) formaven part de la diòcesi de la Gàl·lia.

## Els Belgae fora de la Gàl·lia

Situació dels belgues a Britànnia

En temps de Juli Cèsar, els belgues havien creuat el canal de la Mànega, arribant al sud de Britànnia. Cèsar explica que van creuar el canal com a invasors i que només després es van assentar a l'illa.
S'han trobat nombroses monedes dels Ambians de mitjans del segle II a. C. en el sud de Gran Bretanya i a Kent s'han desenterrat les restes del que podria ser un fort belga. En temps que Juli Cèsar podia rememorar, un rei dels suessions anomenat Diviciaco no només era el rei més poderós de la Gàl·lia Bèlgica, sinó que els seus dominis arribaven a part de Gran Bretanya. Commi dels Atrebats, antic aliat de César, va fugir a Gran Bretanya després de participar en la rebel·lió de Vercingétorix i es va unir o bé va establir una branca britànica de la seva tribu. A partir del desenvolupament de les imatges en les seves monedes, sembla probable que, quan Roma va conquerir Britànnia, algunes de les tribus del sud-est de l'illa eren belgues o estaven governades per una aristocràcia belga. Entre les posteriors civitates (divisions administratives) de la Britànnia romana n'hi havia una que portava el nom dels belgues (Belgae), sent algunes de les seves ciutats Magnus Portus (Portsmouth) i Venda Belgarum (Winchester).
Claudi Ptolemeu esmentà els belgues britànics dins la relació d'un dels seus viatges. Mentre que Juli Cèsar els situava a Kent i Sussex, Ptolemeu ho fa a Wiltshire i Somerset. De fet, el nom de belgues podria englobar de forma genèrica algunes poblacions de Britànnia, i els atrebats en serien una.
És possible que una branca dels belgues s'establís a Irlanda, representada pels Builg històrics i els Fir Bolg mitològics.